# Rhipsalis campos-portoana

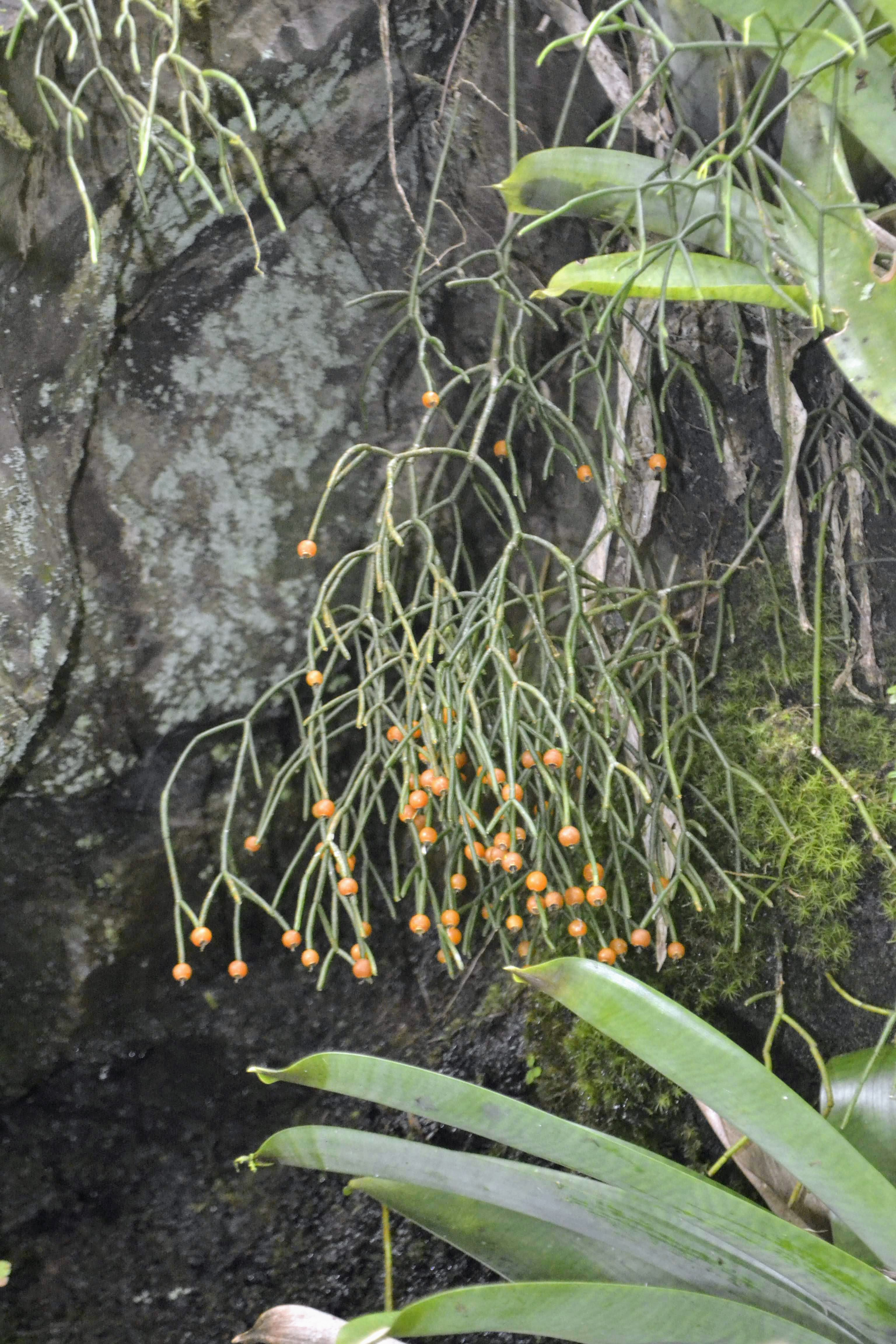
Pflanze mit Früchten am Naturstandort in Rio Grande do Sul, Brasilien

Rhipsalis campos-portoana ist eine Pflanzenart in der Gattung Rhipsalis aus der Familie der Kakteengewächse (Cactaceae). Das Artepitheton campos-portoana ehrt den brasilianischen Botaniker Paulo de Campos Porto (1889–1968).

## Beschreibung
Rhipsalis campos-portoana wächst epiphytisch mit hängenden oder überhängenden Trieben mit begrenztem Wachstum. An den Triebspitzen sitzen zusammengesetzte Areolen. Die hellgrünen, zylindrischen Triebe sind schlank, drehrund und verzweigen gabelförmig. Die Haupttriebe sind verlängert, die äußeren Seitentriebe sind meist zu dritt oder viert in Wirteln angeordnet. Sie sind 3 bis 4 Zentimeter lang und weisen einen Durchmesser von 1 bis 2 Millimeter auf. Die Areolen sind kahl.
Die weißlichen Blüten erscheinen an den Triebspitzen. Sie sind bis zu 9 Millimeter lang und öffnen sich nur wenig. Die kugelförmigen Früchte sind orange.

## Verbreitung, Systematik und Gefährdung
Rhipsalis campos-portoana ist in den brasilianischen Bundesstaaten Minas Gerais, Rio de Janeiro, São Paulo, Paraná, Santa Catarina und vermutlich in Espírito Santo in Höhenlagen von 200 bis 2300 Metern verbreitet.
Die Erstbeschreibung erfolgte 1918 durch Albert Löfgren. Ein nomenklatorisches Synonym ist Erythrorhipsalis campos-portoana (Loefgr.) Volgin (1981).
In der Roten Liste gefährdeter Arten der IUCN wird die Art als „Least Concern (LC)“, d. h. als nicht gefährdet geführt.

## Nachweise